# Eggen (berg)
De Eggen is een berg behorende bij de gemeente Vågå in de provincie Oppland in Noorwegen. De berg, gelegen in Nationaal park Jotunheimen, heeft een hoogte van 2041 meter en is gelegen ten zuiden van het Gjendemeer.
De Eggen is onderdeel van het gebergte Jotunheimen.